# Provincia de Narathiwat
Narathiwat (en tailandés: นราธิวาส) es una de las Provincias (changwat) de Tailandia. Está rodeada por las provincias de Yala y de Pattani y de Kelantan en Malasia, cuya identidad malaya comparte. 
Narathiwat significa la residencia de la buena gente.

## Geografía
La provincia de Narathiwat se encuentra en el golfo de Tailandia, en la península de Malaca. El Nara Bang es el río principal y desemboca en el golfo de Tailandia en la ciudad de Narathiwat. Narathat es la playa más popular de la provincia, está cerca del estuario.
El parque nacional Budo - Su-ngai Padi está ubicado en la cordillera Sankalakhiri. Establecido en 1974, el parque cubre un área de 294 km², que se extiende a la vecinas provincias de Yala y Pattani. La atracción principal es la Cascada Pacho.

## Historia
Con la provincia de Yala, Narathiwat formaba anteriormente parte del reino malayo de Patani. Ha estado regida después de la anexión del reino por Siam en el marco de un Tratado con los Ingleses en 1909.

## Demografía
La provincia abarca una extensión de territorio que ocupa una superficie de unos 4475 kilómetros cuadrados, y posee una población de 662 350 personas (según las cifras del censo realizado en el año 2000). Si se consideran los datos anteriores se puede deducir que la densidad poblacional de esta división administrativa es de 148 habitantes por kilómetro cuadrado aproximadamente.
Narathiwat, así como las cuatro provincias restantes del Sur, es mayoritariamente musulmana, un 82 % de la población son musulmanes y 17,9 % son budistas. 
El 80,4 % de la población habla un malayo similar al de Kelantan.

## Símbolos
|  | El sello provincial con un velero y un elefante blanco. Este animal representa la monarquía en Tailandia. Por eso su presencia sobre este sello recuerda a Phra Sri Nararat Rajakarini que fue capturado y ofrecido al rey. El árbol longkong (Lansium domesticum), el Chengal (Neobalanocarpus heimii) (fruta), Odontadenia macrantha representan la provincia. |

## Subdivisiones administrativas
Narathiwat está dividida en 13 distritos (Amphoe), subdivididos en 77 comunas (tambon) y 551 localidades (mubaan).
| 1. Mueang Narathiwat 2. Tak Bai 3. Bacho 4. Yi-ngo 5. Ra-ngae 6. Rueso 7. Si Sakhon | 1. Waeng 2. Sukhirin 3. Su-ngai Kolok 4. Su-ngai Padi 5. Chanae 6. Cho-airong |